# Kristina Petkowa
Kristina Petkowa (bulgarisch Кристина Петкова, englisch Kristina Petkova; * 11. April 2008) ist eine bulgarische Leichtathletin, die sich auf den Sprint spezialisiert hat.

## Sportliche Laufbahn
Erste internationale Erfahrungen sammelte Kristina Petkowa im Jahr 2024, als sie bei den U18-Balkan-Meisterschaften in Maribor in 54,64 s die Silbermedaille im 400-Meter-Lauf gewann und mit der bulgarischen 4-mal-100-Meter-Staffel in 47,11 s ebenfalls die Silbermedaille gewann. Anschließend schied sie bei den U18-Europameisterschaften in Banská Bystrica mit 55,06 s im Halbfinale über 400 Meter aus und wurde mit der Sprintstaffel (1000 Meter) im Vorlauf disqualifiziert. Daraufhin schied sie bei den U20-Weltmeisterschaften in Lima mit 55,09 s in der ersten Runde über 400 Meter aus. Im Jahr darauf wurde sie bei der 2. Liga der Team-Europameisterschaft in Maribor in 3:22,67 min Dritte im B-Lauf in der Mixed-Staffel über 4-mal 400 Meter, ehe sie bei den U20-Balkan-Meisterschaften in Craiova in 55,30 s den sechsten Platz über 400 Meter belegte. Daraufhin schied sie bei den U20-Europameisterschaften in Tampere mit 56,29 s in der ersten Runde aus.
2024 wurde Petkowa bulgarische Meisterin in der 4-mal-100- und 4-mal-400-Meter-Staffel.

## Persönliche Bestleistungen
- 200 Meter: 24,80 s (+0,9 m/s), 15. Juni 2025 in Sofia
- 400 Meter: 54,64 s, 6. Juli 2024 in Maribor